# 백초초등학교
백초초등학교는 대한민국 전라남도 여수시에 있는 공립 초등학교이다.

## 학교 연혁
- 1968년 9월 3일 돌산북국민학교 백초분교장 개교
- 1969년 3월 1일 백초국민학교로 승격
- 1996년 3월 1일 백초초등학교로 개명
- 1999년 9월 1일 굴전초등학교, 우두분교장 통합

## 참고 자료
- 백초초등학교 - 한국교육학술정보원 학교알리미